# Burg (Schleswig-Holstein)
Burg település Németországban, Schleswig-Holstein tartományban. Lakosainak száma 4173 fő (2023. december 31.).

## Népesség
A település népességének változása:
| Lakosok száma | 3923 | 4270 | 4260 | 4141 | 4115 | 4142 | 4184 | 4206 | 4173 |
|               | 1975 | 2010 | 2014 | 2017 | 2018 | 2019 | 2021 | 2022 | 2023 |